# Ladislas III Jagellon
Ladislas III Jagellon (en polonais : Władysław III Warneńczyk ; I. Ulászló en hongrois), né à Cracovie en 1424, mort le 10 novembre 1444 lors de la bataille de Varna dans l'affrontement entre les armées de la coalition chrétienne et celles des Turcs, fils aîné de Ladislas II Jagellon et de sa quatrième épouse Sophie de Holszany (1405-1461), fille d'André Holszansky, est roi de Pologne de 1434 à 1444 et roi de Hongrie de 1440 à 1444 sous le nom de Vladislas Ier de Hongrie (Ulászló = en français Vladislas).

## Roi de Pologne
Ladislas III succède à son père, mort le 1er juin 1434. Il a seulement 10 ans, lorsqu'il est couronné roi de Pologne, le 25 juillet 1434. Spytko de Melsztyn, qui a formé la confédération hussite en 1429, interrompt la cérémonie.

Reconstitution contemporaine des armes de Ladislas III Jagellon.

Jusqu'à la majorité du jeune roi, c'est l'évêque de Cracovie Zbigniew Oleśnicki qui assure la régence. Le 4 mai 1439, Spytko, vaincu par l'armée de Zbigniew, trouve la mort à la bataille de Grotniki (en). Cette défaite marque la fin de l'opposition en Pologne et consolide le pouvoir du jeune roi que la Diète vient de déclarer majeur.

## Roi de Hongrie

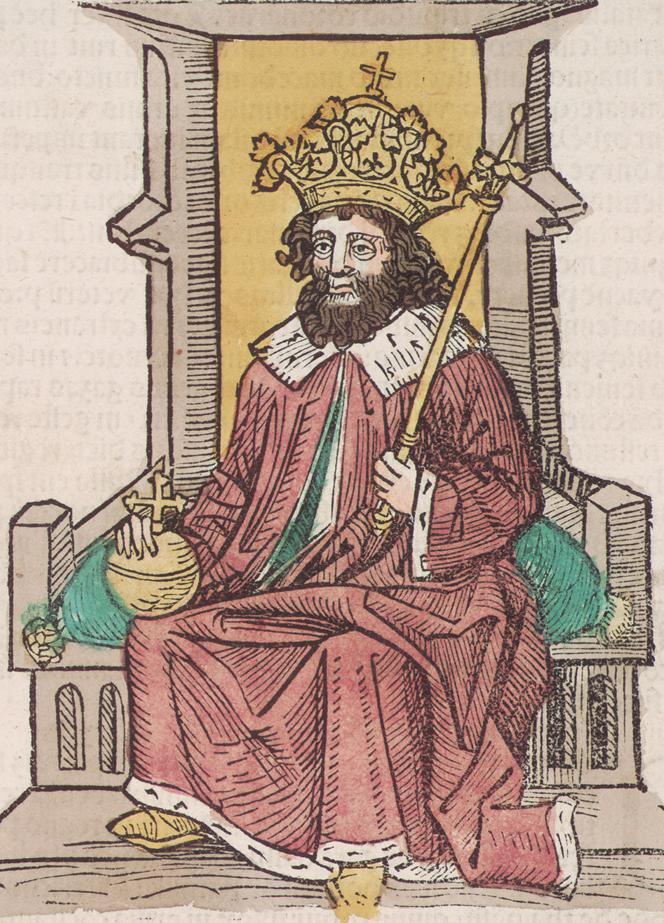
Le roi Ladislas III Jagellon, gravure dans la Chronique des Hongrois de Johannes de Thurocz, 1488

Alors que la Hongrie est sous la menace croissante de l'Empire ottoman, Albert II du Saint-Empire décède le 27 octobre 1439. Il n'a pas d'héritier en âge de régner puisque son fils, Ladislas Ier, ne naîtra que le 22 février suivant. En échange de son aide dans l'organisation d'une croisade, le pape Eugène IV soutient la candidature de Ladislas III Jagellon qui est couronné roi de Hongrie sous le nom de Vladislas Ier Jagellon, le 15 mai 1440 à Visegrád.
Les deux pays se trouvent unis dans la lutte contre l'Empire ottoman. La longue campagne menée par Ladislas et Jean Hunyadi contraint le sultan Murad II à signer une trêve de dix ans (en). Le traité est ratifié le 15 août 1444 à Várad et Murad II renonce à conquérir Belgrade. Mais le pape Eugène IV, qui le 16 janvier 1443 a publié une bulle pontificale contre les Ottomans, délivre Ladislas de son serment et le presse d’entamer une nouvelle croisade.

## Bataille de Varna

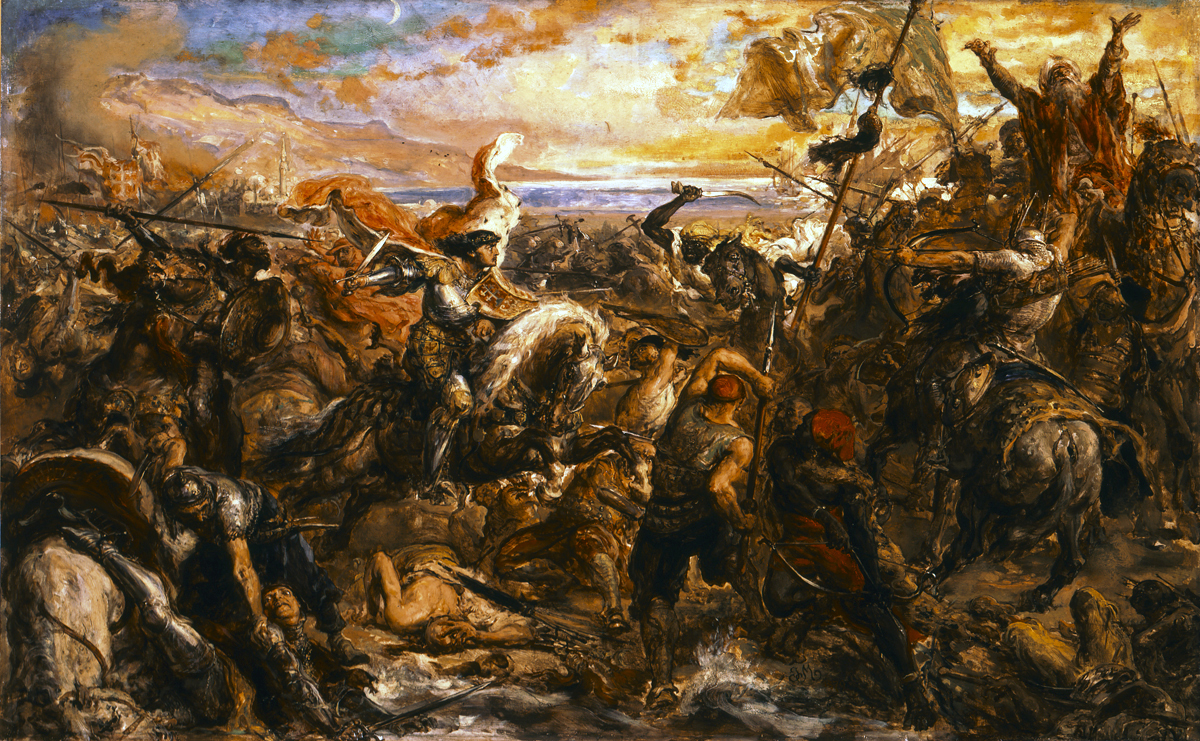
La bataille de Varna, par Jan Matejko.

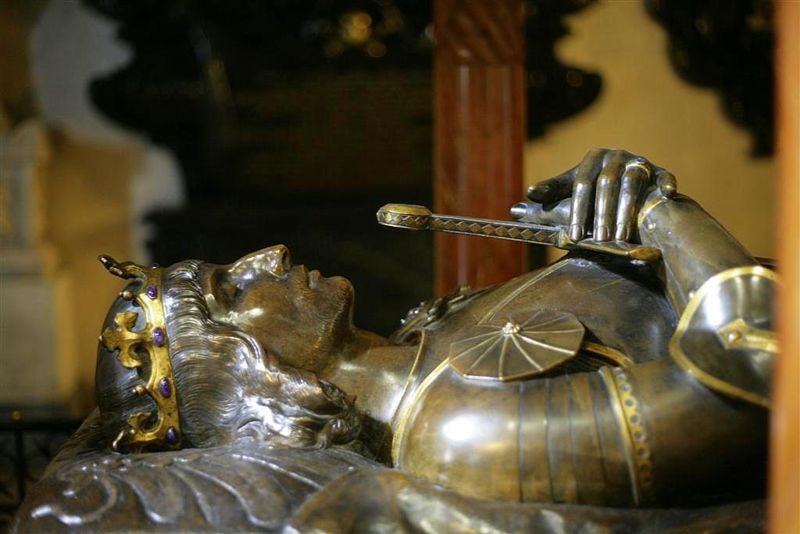
Tombeau de Ladislas III Jagellon dans la Basilique-cathédrale Saints-Stanislas-et-Venceslas de Cracovie.

Le 10 novembre 1444, l'expédition chrétienne, conduite par le jeune roi, Hunyadi et le légat du pape, affronte Murad II à la bataille de Varna. Alors qu'elle semble tourner à l'avantage des chrétiens, Ladislas se lance dans un assaut à la tête de sa cavalerie pour s'emparer de Murad II, mais les janissaires de celui-ci taillent en pièces le roi polonais.

## Héritage
La mort de Ladislas laisse la Hongrie dans les mains de Ladislas Ier de Bohême, le fils posthume d'Albert II du Saint-Empire, qui n'est alors âgé que de quatre ans. Jean Hunyadi, nommé corégent de Hongrie orientale par Ladislas III depuis janvier 1441, assume la réalité du pouvoir.
En Pologne, un interrègne de trois ans est nécessaire pour que Casimir IV Jagellon, frère cadet de Ladislas III et Grand-duc de Lituanie, puisse accéder au trône, le 25 juin 1447.

## En littérature
Une des nouvelles de l'ouvrage de Jean-Pierre Camus, Les Événements singuliers, publié à Lyon en 1628, est consacré à Ladislas III sous le titre  Le désespoir honorable